# Pueblo saho
Los saho son un grupo étnico cusita que habita grandes zonas de Eritrea y el norte de Etiopía. Hablan saho como lengua materna.

## Sociedad

### Etnicidad y estructura social
Según Abdulkader Saleh Mohammad, la mayoría de los saho (al igual que los afar y los somalíes) tienen una visión primordial de su propia etnicidad y afirman descender de inmigrantes árabes; esto a su vez permite una identificación con la familia de Mahoma y una asociación de su historia con la del Cercano Oriente. La estructura social es patrilineal y jerárquica, y la sociedad está organizada verticalmente en tribus, clanes y familias. La tribu (meela, kisho o qabila) se organiza en subtribus (gaysha, harak o are) o clanes (dik o are), pero estos dos conceptos no siempre se distinguen claramente, que son los estratos más importantes porque indican la descendencia u origen personal de un individuo. La descendencia familiar se memoriza remontándose al menos a 30 o 40 generaciones. También se memorizan y narran leyes y costumbres, y la consanguinidad juega un papel importante en estas tradiciones, lo que indica una vez más la calidad primordial de la identidad tribal y étnica.

### Economía
La mayoría de los saho son pastores que también se dedican a la agricultura, pero solo unos pocos grupos son agricultores sedentarios.

## Demografía
La población total de los saho no está clara debido a cifras contradictorias. Sin embargo, la mayoría de los saho residen en Eritrea. Según una estimación de 2015, la población total oscilaba entre 250.000 y 650.000 personas. Según grupos de defensa de los saho, estimó que la población de sahos en Eritrea era de aproximadamente 206.000 en 2016. Los saho representan aproximadamente el 4% de la población de Eritrea en 2021. Por su parte, una estimación de 2012 situó la población de habla saho en Etiopía en 37.000 personas.
Según Ethnologue, en 2015 había aproximadamente 220.000 hablantes del idioma saho, con la mayoría concentrada en Eritrea y el resto en Etiopía. En Eritrea, los saho residen principalmente en la  Mar Rojo Meridional y Mar Rojo Septentrional. También han ocupado la meseta en Qohaito durante siglos como pastores y agricultores.

## Idioma
El pueblo saho habla el idioma saho como lengua materna. Pertenece al grupo dialectal afar-saho de las lenguas cusíticas de las tierras bajas orientales, que forman parte de la rama cusítica de la familia afroasiática y está estrechamente relacionado con los idiomas afar y somalí. Muchos saho se han mezclado con otras tribus musulmanes, como los jeberti (musulmanes que hablan tigriña) y los tigré, y como resultado han adoptado las lenguas de esas tribus.

## Religión
Los saho son predominantemente musulmanes.  La mayoría de ellos habían adoptado el Islam en el siglo XIII debido a la creciente influencia de los místicos y comerciantes de la península Arábiga. Unos pocos cristianos, también conocidos como irob, viven en la región de Tigray en Etiopía y en la región del Sur en Eritrea.

## Derecho consuetudinario
En cuanto al derecho consuetudinario de los saho, ante un problema tienden a convocar una reunión o conferencia a la que llaman rahbe. En esta, discuten cómo resolver problemas relacionados con el agua, los pastos o la tierra, las disputas entre clanes y cómo aliviar estos problemas. Esto también se discute con tribus o grupos étnicos y subclanes vecinos para llegar a un consenso.
Para esta reunión se elige un representante calificado, que se llama madarre. Un madarre expone argumentos ante su público y los subclanes o tribus involucrados y trata de ganárselos. Esto se discute con los sabios o ancianos del clan o tribu, ukal. En conflictos de menor escala entre dos personas, uno de los dos lleva sus quejas al ukal, quienes a su vez designan shimagale o mediadores para la disputa.
Entre los saho hay un subclan llamado Gadafur. Los Gadafur son un subclán independiente afiliado a las tribus Minifere y se cree que son originarios de la tribu Gadabuursi.